# Vigilante 8
Vigilante 8 — відеогра в стилі «бойові перегони», вийшла в продаж у 1998 році на ігрові платформи: PlayStation, Nintendo 64 і Game Boy Color, побочний продукт гри на РС «Interstate'76». Гра була створена п'ятьма людьми: Пітером Моравєчом, Адріаном Стефенсом, Девідом Гудрічем, Джеремі Ендгельманом і Едвардом Тотом.
Vigilante 8 схожа з тією ж грою на PlayStation — «Twisted Metal», але зі значно кращою графікою і реалістичною фізикою.

## Сюжет
Гра відбувається в 1970-ті роки у США, під час всесвітньої нафтової кризи. Ведеться війна між бандами за допомогою різноманітних машин і химерної зброї.